# Guillermo Tell (Grétry)
Guillaume Tell (título original en francés; en español, Guillermo Tell), es una opéra-comique, descrita como un drame mise en musique, en tres actos con música de André Grétry y libreto en francés de Michel-Jean Sedaine basada en una obra del mismo nombre de Antoine-Marin Lemierre. Se estrenó en la Comédie-Italienne el 9 de abril de 1791 en París.
Es una ópera poco representada en la actualidad; en las estadísticas de Operabase aparece con sólo dos representaciones en el período 2005-2010.

## Argumento
Laópera se ambienta en la Suiza del siglo XIII. Como la obra posterior de Rossini del mismo título retrata la heroica lucha de los patriotas suizas que aspiran a la libertad liderados por Tell contra la maldad de los opresores austriacos bajo Guesler, el gobernador local.